# Josephine Kablick
Josephine Ettel Kablick o Kablíková (1787-1863) fue una pionera botánica y paleontóloga checa. Kablick estudió con los mejores botánicos de su tiempo. Recogió muestras de plantas y fósiles para instituciones de toda Europa y muchos de ellos que coleccionaba están nombrados en su honor.
Kablick vivió en la ciudad checa de Vrchlabí (entonces Hohenelbe). Ella era extremadamente fuerte y saludable, y se convirtió en una entusiasta coleccionista de especímenes de todos los tiempos. Recogió muestras de plantas y fósiles especialmente de los Montes de los Sudetes para las escuelas, museos, sociedades científicas y universidades de toda Europa.
Philipp Maximilian Opiz del Interchangeable Institute for the exchange of herbarium specimens (alemán Pflanzentausch-Anstalt) enumera en más de 25.000 los especímenes recogidos por ella.
Su marido Adalbert Kablik fue un farmacólogo y zoólogo y a favor de la ocupación de su esposa. Su nombre se deletrea en checo, a veces como Josefina Kablíková.
- La abreviatura «Kablík.» se emplea para indicar a Josephine Kablick como autoridad en la descripción y clasificación científica de los vegetales.[3]